# Museum van de Doudou

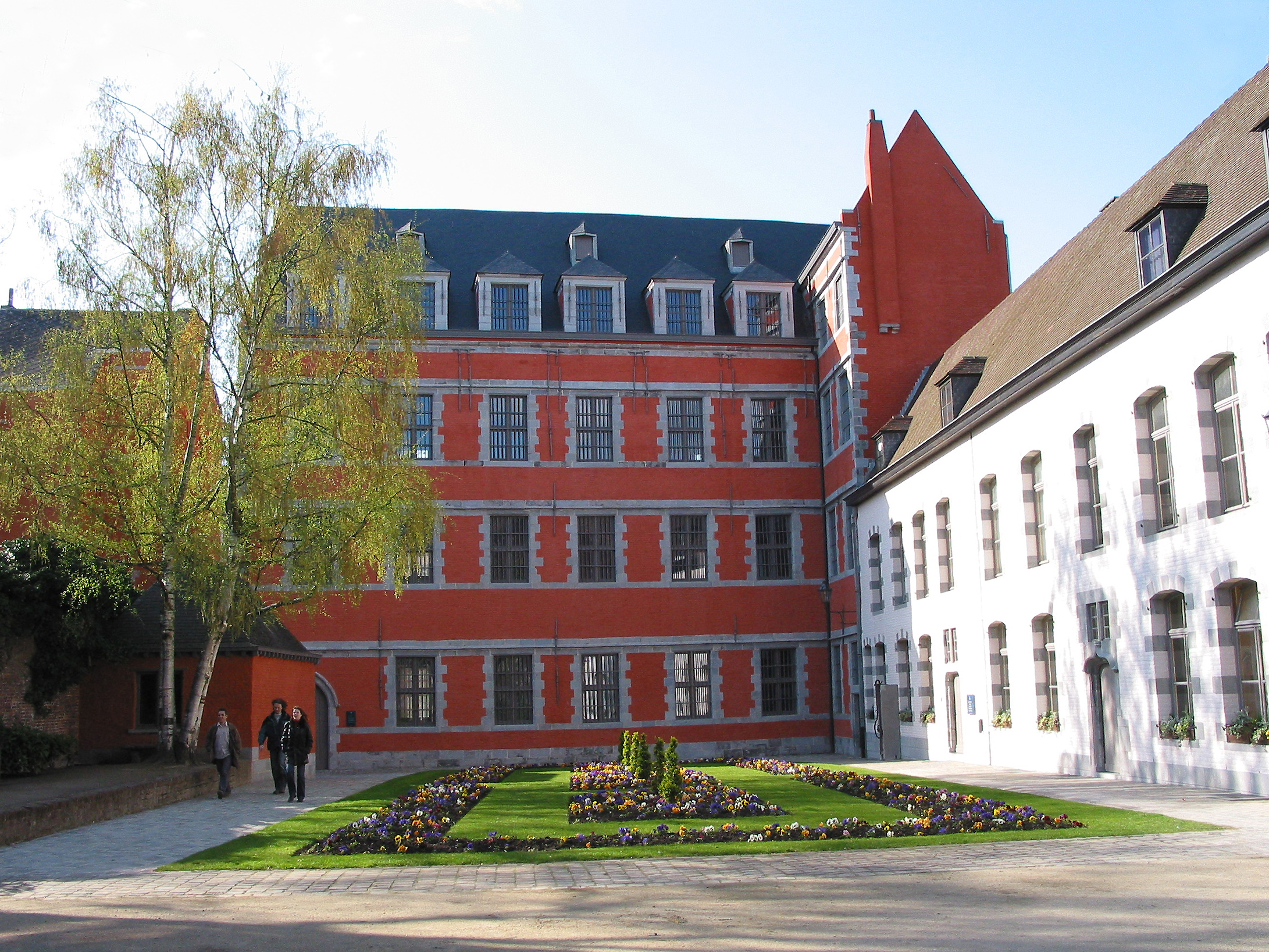
Het Museum van de Doudou in de vroegere Berg van barmhartigheid

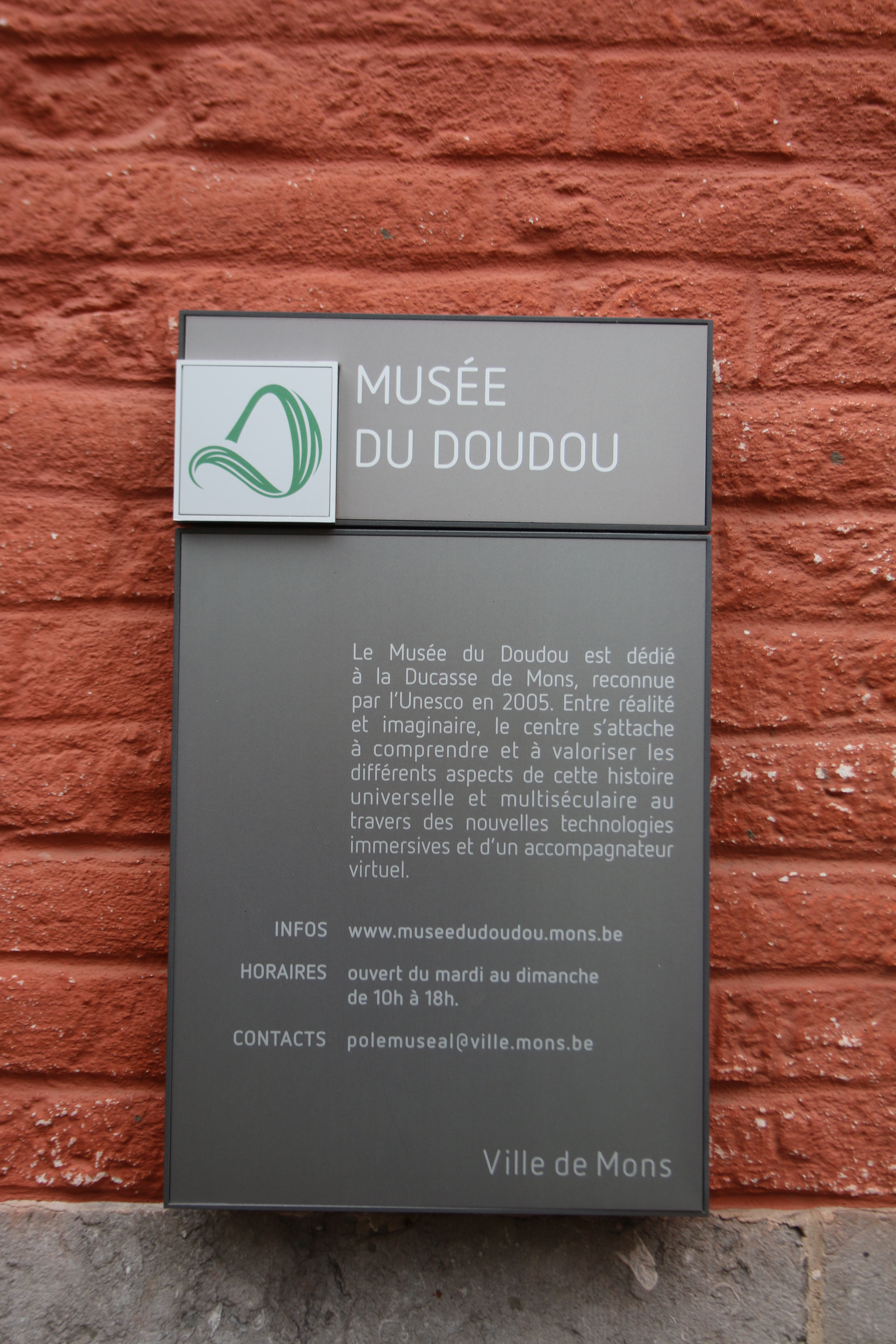
Museum van de Doudou

Het Museum van de Doudou of Doudoumuseum (Frans: Musée du Doudou) is een museum in de Belgische stad Bergen. 
Het Museum van de Doudou werd geopend in 2015, toen Bergen culturele hoofdstad van Europa werd. Het museum is gevestigd in de voormalige Berg van barmhartigheid aan de Tuin van de Burgemeester (Jardin du Mayeur) achter het stadhuis van Bergen. In het museum wordt langs een interpretatieroute het verhaal verteld van van de 'Doudou', de processie en het folkloristische gevecht tussen Sint-Joris en de draak in Bergen. Het folkloristische feest wordt belicht vanuit historische, antropologische, wetenschappelijke, seculiere of religieuze hoek.